# Hypomolis venedictoffae
Hypomolis venedictoffae là một loài bướm đêm thuộc phân họ Arctiinae, họ Erebidae.